# Dixyrazin
Dixyrazin ist die Kurzbezeichnung für ein neuroleptisch wirkendes Antihistaminikum, das 1969 in Deutschland unter dem Markennamen Esucos eingeführt wurde.
Eine Studie aus dem Jahre 1989 berichtet über die Wirksamkeit der intravenösen Verabreichung von Dixyrazin in Kombination mit Betamethason zur Kontrolle von Übelkeit und Erbrechen, die durch Antikrebsmittel wie Doxorubicin und Cisplatin verursacht wurden. Dixyrazin hat sich ebenfalls bewährt zur Kontrolle derselben Symptome in der postoperativen Phase einer laparoskopischen Cholezystektomie und nach großen Operationen bei Kindern.
In der klinischen Praxis wurde Dixyrazin zur Behandlung von psychotischen Störungen, Angstzuständen und in einigen Fällen zur Sedierung eingesetzt. Wie andere Phenothiazine kann Dixyrazin Nebenwirkungen wie Sedierung, Mundtrockenheit, orthostatische Hypotonie (Blutdruckabfall beim Aufstehen) und in seltenen Fällen extrapyramidale Symptome (Bewegungsstörungen) verursachen.
Die Verwendung von Dixyrazin und anderen älteren Antipsychotika ist in den letzten Jahren zurückgegangen, da neuere Medikamente mit einem günstigeren Nebenwirkungsprofil entwickelt wurden. Dennoch kann Dixyrazin in bestimmten klinischen Situationen immer noch eine Rolle spielen, insbesondere wenn Patienten auf neuere Medikamente nicht ansprechen oder diese nicht vertragen.